# Peter Beardsley
Peter Beardsley  (Northumberland, 18 de janeiro de 1961) é um ex-futebolista inglês que atuava como meia-atacante.

## Carreira
Beardsley fez parte do elenco da Seleção Inglesa de Futebol, da Copa de 1986 e 1990
Pela Seleção Inglesa, Peter jogou 59 partidas, marcando nove gols.